# سيف الدين شوكت
سيف الدين شوكت (1331- 1397 هـ / 1913- 1977 م) كاتب ومخرج لبناني.

## سيرته
ولد سيف الدين شوكت في رومانيا، يوم الجمعة 2 رجب 1331هـ الموافق 6 يونيو 1913م، انتقل إلى المجر للدراسة فيها، وتخرَّج في أكاديمية الصحافة العليا في العاصمة بودابست عام 1933، ثم درس في قسم الإخراج بأكاديمية السينما العليا في بودابست عام 1937.
أخرج في المجر فيلمي: سيدة الجبل، وعيد الشباب. وألَّف الأغاني لبعض الأفلام المجرية، وكتب ثلاث مسرحيات للمسرح المجري.[بحاجة لمصدر]
قدِمَ إلى مصر عام 1948 واستقرَّ بها حتى عام 1964، ومن الأفلام التي كتبها وأخرجها: عتاب، طريق بلا نهاية، ذكرى ليلة حب، الحياة الحب.

## أعماله السينمائية
- موعد مع الحب 1982 - فيلم
- المليونيرة النشالة 1978 - فيلم
- رجلان وامرأة 1978 - فيلم
- القادمون من البحار 1977 - فيلم
- الخاطئون 1975 - فيلم
- حسناء وأربع عيون 1975 - فيلم
- ذكرى ليلة حب 1973 - فيلم
- مقلب من المكسيك 1972 - فيلم
- زوجة لخمسة رجال 1970 - فيلم
- فدائيون حتى النصر/ عملية الساعة السادسة 1970 - فيلم
- طريق بلا نهاية 1969 - فيلم
- غرام في إسطنبول 1966 - فيلم
- المراهقان 1964 - فيلم
- حسناء البادية 1964 - فيلم
- عتاب 1964 - فيلم
- امرأة وشيطان 1961 - فيلم
- حب في حب 1960 - فيلم
- رجل بلا قلب 1960 - فيلم
- الحب الصامت 1958 - فيلم
- إسماعيل يس في جنينة الحيوانات 1957 - فيلم
- أماني العمر 1955 - فيلم
- عصافير الجنة 1955 - فيلم
- الحياة الحب 1954 - فيلم
- شمشون ولبلب 1952 - فيلم
- ابن الحلال 1951 - فيلم
- فلفل 1950 - فيلم
- الناصح 1949 - فيلم

## وفاته
توفي سيف الدين شوكت في بيروت، يوم الثلاثاء 11 ذي الحِجَّة 1397هـ الموافق 22 نوفمبر 1977م، إثر إصابته بأزمة قلبية.

## روابط خارجية
- سيف الدين شوكت على موقع IMDb (الإنجليزية)
- سيف الدين شوكت على موقع الدهليز
- سيف الدين شوكت على موقع قاعدة بيانات الأفلام العربية